# Championnats du monde de duathlon longue distance 2000
Navigation
Édition précédente Édition suivante
Les championnats du monde de duathlon longue distance 2000 présentent les résultats des championnats mondiaux de duathlon longue distance en 2000 organisés par la fédération internationale de triathlon.
Les championnats se sont déroulés à Pretoria, dans la province du Gauteng en Afrique du Sud, le 12 novembre 2000.

## Distances parcourues
| Distances course (kilomètres) | Distances course (kilomètres) | Distances course (kilomètres) |
| Course à pied                 | Cyclisme                      | Course à pied                 |
| ----------------------------- | ----------------------------- | ----------------------------- |
| 10                            | 60                            | 10                            |

## Résultats

### Élite
| Rang               | Athlète             | Pays     | Temps           |
| ------------------ | ------------------- | -------- | --------------- |
| Médaille d'or      | Benny Vansteelant   | Belgique | 2 h 32 min 38 s |
| Médaille d'argent  | Félix Martinez      | Espagne  | 2 h 36 min 14 s |
| Médaille de bronze | Marino Vanhoenacker | Belgique | 2 h 36 min 51 s |

| Rang               | Athlète               | Pays     | Temps           |
| ------------------ | --------------------- | -------- | --------------- |
| Médaille d'or      | Edwige Pitel          | France   | 2 h 53 min 00 s |
| Médaille d'argent  | Dolorita Fuchs-Gerber | Suisse   | 2 h 55 min 45 s |
| Médaille de bronze | Irma Heeren           | Pays-Bas | 2 h 56 min 15 s |

## Tableau des médailles
| Rang  | Nation   | Or | Argent | Bronze | Total |
| ----- | -------- | -- | ------ | ------ | ----- |
| 1     | Belgique | 1  | 0      | 1      | 2     |
| 2     | France   | 1  | 0      | 0      | 1     |
| 3     | Espagne  | 0  | 1      | 0      | 1     |
| 3     | Suisse   | 0  | 1      | 0      | 1     |
| 5     | Pays-Bas | 0  | 0      | 1      | 1     |
| Total | Total    | 2  | 2      | 2      | 6     |